# Tapinocyba vermontis
Tapinocyba vermontis là một loài nhện trong họ Linyphiidae.
Loài này thuộc chi Tapinocyba. Tapinocyba vermontis được Ralph Vary Chamberlin miêu tả năm 1949.